# Bán lại vé
Bán lại vé (còn được gọi là đầu cơ vé hoặc cò vé khi bán lại vì lợi nhuận) là hành động bán lại vé vào cửa vào các sự kiện. Vé được mua từ người bán được cấp phép và sau đó được bán với giá được xác định bởi cá nhân hoặc công ty sở hữu vé. Vé được bán thông qua các nguồn thứ cấp có thể được bán với giá thấp hơn hoặc cao hơn mệnh giá tùy theo nhu cầu, có xu hướng thay đổi khi ngày sự kiện đến gần. Khi việc cung cấp vé cho một sự kiện nhất định có sẵn thông qua người bán vé được ủy quyền đã kết thúc, sự kiện này được coi là "bán hết", thường làm tăng giá trị thị trường cho bất kỳ vé nào được cung cấp thông qua người bán thứ cấp. Bán lại vé phổ biến trong các sự kiện thể thao và âm nhạc.
Bán lại vé là một hình thức kiếm lời chênh lệch giá phát sinh khi nhu cầu tại giá bán vượt quá số lượng được cung cấp (nghĩa là khi các nhà tổ chức sự kiện tính giá vé thấp hơn mức giá cân bằng).
Trong thế kỷ 19, thuật ngữ scalper được áp dụng cho các nhà môi giới vé đường sắt đã bán vé với mức giá thấp hơn.

## Phương thức mua và bán lại
Người bán lại vé sử dụng một số phương tiện khác nhau để bảo đảm hàng tồn kho vé cao cấp và đã bán hết trước đó (có thể với số lượng lớn) cho các sự kiện như buổi hòa nhạc hoặc sự kiện thể thao. Người bán lại được thành lập có thể hoạt động trong các mạng lưới liên hệ bán vé, bao gồm người giữ vé mùa, người bán lại vé cá nhân và người môi giới vé. Họ làm cho doanh nghiệp thoát khỏi việc khó tìm khiến khách hàng và vé bán hết trước đây không còn có sẵn thông qua các phòng vé chính thức. 

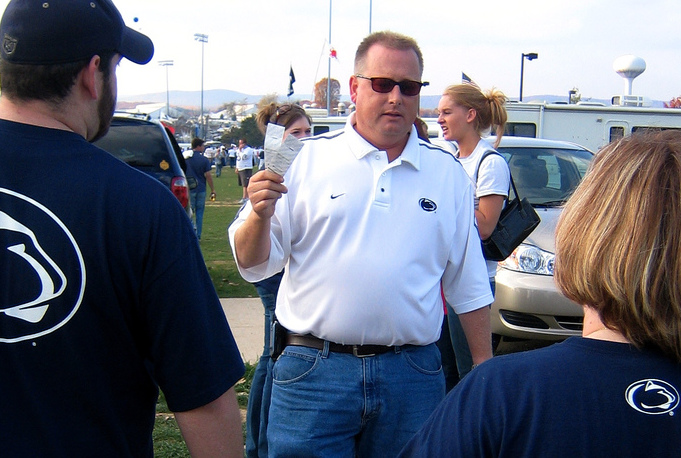
Một người đầu cơ vé tại nơi làm việc

Người đầu cơ vé (hoặc cò vé bằng tiếng Anh Anh) làm việc bên ngoài các sự kiện, thường xuất hiện với vé chưa bán từ văn phòng của người môi giới trên cơ sở ký gửi hoặc chào mời mà không có vé và mua thêm vé từ người hâm mộ ở hoặc dưới mệnh giá trên cơ sở đầu cơ với hy vọng bán lại chúng với lợi nhuận. Có rất nhiều người đầu cơ toàn thời gian là người điều chỉnh tại các địa điểm cụ thể và thậm chí có thể có một nhóm người mua trung thành.
Một mối quan tâm chung với việc bán lại là với những kẻ lừa đảo bán vé giả cho những người mua không nghi ngờ. Một thực tế phổ biến khác là những người bán lại vé đã được quét tại cổng vào vì việc vào cổng thường chỉ được phép khi vé được quét lần đầu tiên. Vì vé là xác thực, người mua không có cách nào để biết vé đã được sử dụng hay chưa.
Một mối quan tâm khi mua vé trên đường phố từ một người bán lại vé hoặc thông qua đấu giá trực tuyến là vé được bán bởi người bán lại vé có thể bị đánh cắp hoặc làm giả. Đối với nhiều sự kiện thể thao lớn, vé giả được bán đấu giá trong những tháng trước sự kiện này. Những tội phạm này và các hoạt động của chúng không được nhầm lẫn với các nhà môi giới vé hợp pháp và các cá nhân tuân thủ luật pháp để bán lại hợp pháp vé trên thị trường thứ cấp.
Vào năm 2009, TicketMaster bắt đầu áp dụng việc bán vé hạn chế "không cần giấy tờ", trong đó vé không thể bán lại. Theo hệ thống này, khách hàng chứng minh việc mua hàng của mình bằng cách hiển thị thẻ tín dụng và ID. Các biện pháp đã được thực hiện để đối phó với người đầu cơ vé và đánh dấu bán lại vé trên thị trường thứ cấp và thông qua trong Miley Cyrus (2009) World Wonder Tour, mặc dù Ticketmaster đầu tiên thử nghiệm nó với AC / DC 's Black Ice World Tour (2008-10). TicketMaster đã thay đổi tên hệ thống thành "Vào cổng bằng thẻ tín dụng". Hệ thống yêu cầu các nhóm lớn vào cùng với người đã mua vé. Một số sự kiện có chuyển nhượng vé cho phép vé thay đổi quyền sở hữu và cho phép vé được chuyển qua hệ thống độc quyền của Ticketmaster. Chúng không thể được bán lại hoặc chuyển qua các sàn trao đổi vé như StubHub.

### Đặt trước vé
Có được vé thông qua bán trước đặc biệt đã trở nên phổ biến hơn. Việc đặt trước này thường sử dụng các mã duy nhất dành riêng cho câu lạc bộ hoặc địa điểm của một nghệ sĩ. Sự ra đời của việc bán trước đã cho phép nhiều cá nhân tham gia bán lại vé bên ngoài văn phòng môi giới.
Mặc dù các công cụ phái sinh là một thông lệ được sử dụng chủ yếu vào những năm 1980, một số nhà môi giới bán vé cung cấp vé ngay cả trước khi vé chính thức được bán. Trong các kịch bản như vậy, những người bán lại vé thực sự đang bán các hợp đồng kỳ hạn của những vé đó. Một ví dụ là một công ty có tên TicketReserve, công ty đang kiếm tiền bằng cách bán " quyền chọn " cho các sự kiện thể thao trong tương lai. Điều này thường có thể nếu người bán lại là người giữ vé mùa. Những người có vé mùa thường nhận được cùng một vị trí chỗ ngồi chính xác từ năm này qua năm khác, do đó họ có thể ký hợp đồng giao vé mà họ sở hữu quyền, ngay cả khi những vé đó thậm chí không được in hoặc gửi cho người giữ vé ban đầu.

### Bot đầu cơ tự động
Trong những năm gần đây, những kẻ lừa đảo đã bắt đầu sử dụng các phương thức phức tạp hơn để họ có được vé để bán lại trên thị trường thứ cấp. Tương tự như công nghệ được sử dụng để giành lấy giày và giày thể thao hiếm, các cuộc tấn công bot tự động đã trở thành một cách phổ biến để có được số lượng lớn vé chỉ để bán lại chúng để kiếm lợi nhuận cao hơn. Những kẻ lừa đảo sẽ làm gì là triển khai hàng ngàn bot từ các địa chỉ IP không thể truy cập được trong một cuộc tấn công thuật toán ngay khi một địa điểm hoặc người bán vé đầu tiên làm cho chúng có sẵn để bán. Vào năm 2017, một trong những người bán vé trực tuyến lớn nhất Ticketmaster đã đệ đơn kiện Công ty giải trí uy tín vì họ tiếp tục sử dụng bot đầu cơ mặc dù đã trả 3,35 triệu đô la cho Văn phòng Tổng chưởng lý New York chỉ một năm trước đó. Ticketmaster tuyên bố rằng Công ty Giải trí Uy tín đã có thể khóa 40% số vé có sẵn cho các buổi biểu diễn của vở nhạc kịch Broadway nổi tiếng Hamilton, cũng như phần lớn số vé Ticketmaster đã có cho trận đấu Floyd Mayweather và Manny Pacquiao tại Las Vegas vào năm 2015. Trong nỗ lực hạn chế hành vi như vậy, Quốc hội đã chuyển sang thông qua Đạo luật bán vé trực tuyến tốt hơn năm 2016, thường được gọi là đạo luật BOTS. Đạo luật đã được ký kết thành luật vào tháng 12 năm 2016 bởi Tổng thống Barack Obama. Đạo luật BOTS thi hành một số hình phạt và tiền phạt cho các bên bị kết tội sử dụng bot hoặc công nghệ khác để phá hoại hệ thống bán vé trực tuyến với hy vọng bán chúng trên thị trường vé thứ cấp.

### Môi giới vé
Các nhà môi giới vé hoạt động ngoài văn phòng và sử dụng internet và các trung tâm gọi điện thoại để tiến hành kinh doanh của họ. Họ khác với người đầu cơ vì cung cấp mặt tiền cửa hàng hướng tới người tiêu dùng để quay lại nếu có bất kỳ vấn đề nào với giao dịch của họ. Phần lớn các giao dịch xảy ra là thông qua thẻ tín dụng, qua điện thoại hoặc internet. Một số nhà môi giới lưu trữ trang web của riêng họ và tương tác trực tiếp với khách hàng. Các nhà môi giới này có thể cung cấp các dịch vụ bổ sung như chỗ ở khách sạn và vé máy bay cho các sự kiện. Đối tác môi giới khác với sàn trao đổi vé trực tuyến. Các trang web này hoạt động như các thị trường cho phép người dùng mua vé từ một mạng lưới môi giới lớn. Một số nhà môi giới đưa ra lời khuyên về cách tốt nhất để mua vé bắt đầu với phòng vé và làm việc với nhà môi giới nếu vé không có sẵn thông qua phòng vé.
Môi giới bán vé trực tuyến là việc bán lại vé thông qua dịch vụ môi giới vé dựa trên web. Giá trên các trang web môi giới vé được xác định bởi nhu cầu, tính sẵn có và đại lý bán vé. Vé được bán thông qua dịch vụ môi giới vé trực tuyến có thể hoặc không được ủy quyền bởi người bán chính thức. Nói chung, phần lớn giao dịch trên các trang web môi giới bán vé liên quan đến vé tham dự các sự kiện giải trí trực tiếp, theo đó nguồn cung cấp chính của người bán được cấp phép đã cạn kiệt và sự kiện này đã được tuyên bố là "bán hết". Các nhà phê bình trong ngành so sánh việc bán lại vé trực tuyến với 'cò hàng', 'đầu cơ' hoặc một loạt các thuật ngữ khác để bán vé không chính thức ngay bên ngoài địa điểm tổ chức sự kiện.
Cuối những năm 1990 và đầu những năm 2000 chứng kiến sự xuất hiện của môi giới bán vé trực tuyến như một công việc sinh lợi. Công ty bán lại vé của Mỹ Ticketmaster đã phát triển sự hiện diện trực tuyến mạnh mẽ và thực hiện một số vụ mua lại để cạnh tranh trong các thị trường thứ cấp. Nhà phân tích chứng khoán Joe Bonner, người theo dõi công ty mẹ của Ticketmaster, IAC / InterActiveCorp có trụ sở tại New York, nói với USA Today: "Bạn phải xem thị trường thứ cấp là một mối đe dọa thực sự đối với Ticketmaster. Họ đã bỏ lỡ chiếc thuyền. StubHub đã hoạt động khoảng một vài năm nay. Họ không chủ động như lẽ ra phải có. "  Ticketmaster đã ra mắt trang web TicketExchange để bán lại vé cho người hâm mộ vào tháng 11 năm 2005. Ticketmaster đã mua lại các đối thủ cũ như GetMeIn và TicketsNow, trong khi eBay mua StubHub. Năm 2008, Boston Red Sox đã chọn Ace Ticket thay StubHub để bán vé của họ. Ngoài ra còn có người bán lại vé trực tuyến thuộc sở hữu độc lập như viagogo và SeatMarket.

## Sự chỉ trích

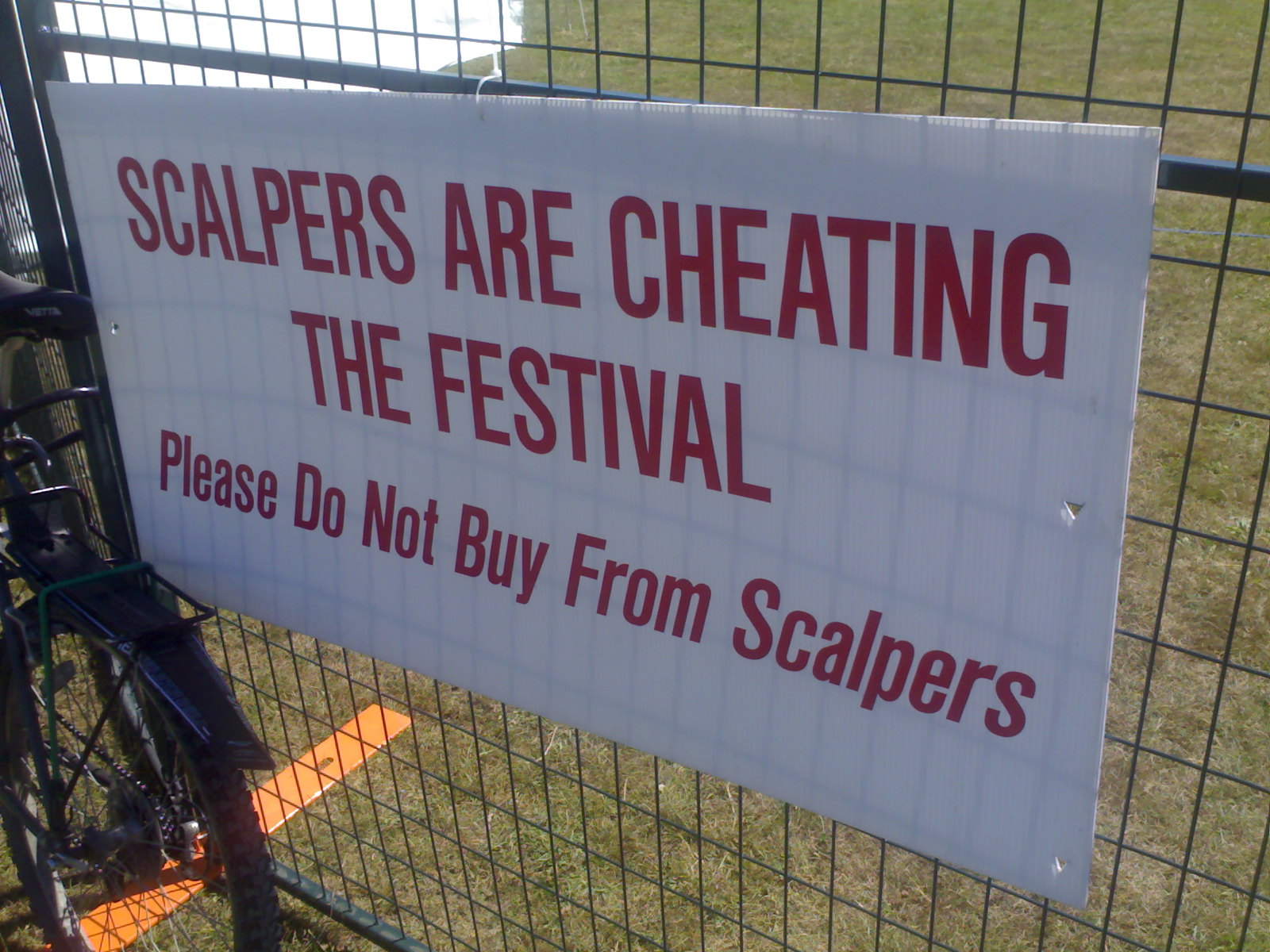
Nhiều nhà quảng bá sự kiện tích cực ngăn cản việc đầu cơ vé, như đã thấy bởi dấu hiệu này tại Liên hoan âm nhạc dân gian Vancouver.

Đối với các sự kiện phổ biến với vé bán hết, người bán lại có thể bán vé với giá gấp nhiều lần mệnh giá. Nếu người bán lại mua vé và vé không được bán hết thì họ có nguy cơ bị lỗ. Có thể có những cá nhân muốn tham dự một sự kiện nổi tiếng (và quyết định bán vé sau đó) và những người mua vé với số lượng lớn để bán lại vé của họ để kiếm lợi nhuận. Một số quốc gia đã hạn chế việc bán lại trái phép vé.
Năm 2008, gian lận vé Internet đã nổi lên như một vấn đề toàn cầu, khi các trang web bán vé giả đã lừa đảo hàng triệu đô la từ người hâm mộ thể thao bằng cách bán vé Thế vận hội Bắc Kinh mà họ không có ý định giao hàng.
Theo Stephen Barrett của Quackwatch, nhiều người bán vé trực tuyến sử dụng URL tương tự như các trang web phòng vé chính thức, đôi khi ngụ ý qua các văn bản hoặc hình ảnh của họ rằng họ là chính thức, sử dụng quảng cáo trên internet để tăng lưu lượng truy cập vào trang web của họ ghi rõ giá thực mà họ tính cho một vé.

## Phản ứng quốc tế
Việc tranh cãi liệu vé có phải là hàng hóa có thể được bán lại hay không. Thông thường bán lại tư nhân sẽ trái với các điều kiện bán hàng ban đầu, nhưng về mặt pháp lý liệu các điều kiện bán hàng ban đầu có thể được thi hành hay không, tuy nhiên, hầu hết các địa điểm đều tuyên bố rằng họ có quyền từ chối cho vào cổng bất kỳ ai.

### Úc
Tùy thuộc vào điều kiện bán hàng của cơ quan bán vé, vé có thể bị vô hiệu nếu chúng được bán lại để kiếm lợi nhuận. Điều này là như vậy với vé Ticketek (Ticketek là một công ty bán vé có trụ sở tại Úc). Những nỗ lực để kiểm soát việc bán lại vé đã bao gồm việc dán nhãn vé với tên hoặc ảnh của người mua, và cấm mọi người không có vé từ khu vực lân cận sự kiện để ngăn chặn việc mua vé thị trường thứ cấp.
Ở Úc, thị trường vé thứ cấp đã bị đặt dưới sự kiểm tra kỹ lưỡng trong vài năm qua khi các nhà đầu cơ bán vé thống trị thị trường vé bán lại. Nhà đầu cơ sẽ mua vé với số lượng lớn từ nhà quảng cáo với hy vọng rằng vé sẽ bán hết gây ra sự gia tăng nhu cầu về vé và do đó làm tăng giá vé. Điều này khiến các nhà quảng bá sự kiện đặt ra các hạn chế về số lượng vé có thể được mua trong một giao dịch, điều này đã làm giảm đáng kể giá vé không công bằng. Sau nhiều khiếu nại của cộng đồng và các nhà quảng bá sự kiện, DFT (Bộ giao dịch công bằng) và CCAAC (Hội đồng tư vấn các vấn đề của người tiêu dùng toàn Liên bang) đã tiến hành một cuộc khảo sát thảo luận về các vấn đề mở rộng và phát hành Tài liệu về vấn đề đầu cơ vé cho tiểu bang NSW.

### Canada
Quebec áp dụng luật "Bill 25" vào tháng 6 năm 2012, coi các công ty môi giới bán vé bán lại vé cao hơn mệnh giá của vé mà không xin phép nhà cung cấp ban đầu là bất hợp pháp. Các nhà môi giới bán lại vé được yêu cầu thông báo cho người tiêu dùng vé đang được bán lại và phải cho người tiêu dùng biết tên của nhà cung cấp ban đầu của vé và giá mệnh giá gốc. Hình phạt cho hành vi vi phạm pháp luật bao gồm tiền phạt từ 1.000 đến 2.000 đô la cho lần vi phạm đầu tiên và lên tới 200.000 đô la cho các vi phạm nhiều lần.
Tại Ontario, việc bán lại vé trên mệnh giá bị cấm theo Đạo luật đầu cơ vé và bị phạt 5.000 đô la cho một cá nhân (bao gồm cả những người mua vé trên mức mệnh giá) hoặc 50.000 đô la cho một công ty.
Có hiệu lực từ ngày 1 tháng 7 năm 2015, trong nỗ lực bảo vệ người tiêu dùng mua vé gian lận, Ontario đã tạo ra một sự miễn trừ theo Đạo luật Đầu cơ Vé để:
- Cho phép người bán vé chính thức xác thực vé đang được bán lại
- Cho phép vé được bán lại trên mệnh giá trong trường hợp vé được xác thực hoặc có bảo đảm hoàn lại tiền
- Cho phép vé được bán lại với mức giá bao gồm bất kỳ phí dịch vụ nào được trả khi vé được mua lần đầu tiên.[22]

Sau một thông báo vào năm 2016 rằng ca sĩ chính của The Tragively Hip Gord Downie đã được chẩn đoán mắc bệnh ung thư não giai đoạn cuối, ban nhạc đã tổ chức Man Machine Poem Tour. Người bán lại vé được cho là đã mua hai phần ba số vé để tận dụng nhu cầu công cộng. Kết quả là vào năm 2017, Ontario đã công bố luật pháp nhằm cố gắng trấn áp các bot đầu cơ.

### Ai-len
Tại Cộng hòa Ireland, hiện tại không có luật chống lại việc bán lại vé, và nó phổ biến tại các cửa hàng trực tuyến như Premiertickets.ie hoặc Needaticket.ie. Năm 2011, Bộ trưởng Việc làm, Doanh nghiệp và Đổi mới, Richard Bruton, đã từ chối thông qua luật chống lại việc cò, nói rằng họ sẽ chỉ bán lại cho các trang web có trụ sở ở nước ngoài. Ticketmaster, người bán vé chủ yếu của Ireland, điều hành một dịch vụ có tên là Seatwave chuyên bán lại vé, một số với giá cực kỳ cao. Tuy nhiên, bán vé ở nơi công cộng (ví dụ bên ngoài địa điểm) là bất hợp pháp theo Đạo luật Giao dịch Thông thường, năm 1995 - năm 2015 Kazimierz Greń, một quan chức của Hiệp hội Bóng đá Ba Lan, đã bị giam một đêm sau khi bị bắt vì bán vé bên ngoài một trận bóng đá Ailen-Ba Lan.

### Israel
Tại Israel, vào năm 2002, The Knesset áp dụng sửa đổi lần thứ 67 của Bộ luật Hình sự của Israel, ban hành Mục 194a, đặt ngoài vòng pháp luật việc đầu cơ vé. Phần mới nêu rõ rằng những người không có giấy phép bán lại vé trên mệnh giá sẽ bị phạt tiền. Việc bổ sung mới vào bộ luật hình sự cho phép cảnh sát chống lại việc mở rộng các sự kiện thể thao và âm nhạc (đặc biệt là những người đầu cơ đã mua số lượng lớn vé cho mục đích bán lại), điều này gây ra nhiều phiền toái cho công chúng và cho phép các nhà đầu cơ trốn tránh nộp thuế, nhưng vì không có luật nào nghiêm cấm hoạt động, nên không thể đấu tranh một cách hợp pháp trước luật mới.

### Thụy Điển
Bán lại vé trên mệnh giá là hợp pháp ở Thụy Điển bất kể giới hạn của nhà tổ chức sự kiện.

### Vương quốc Anh
Ở Anh, việc bán lại vé bóng đá là bất hợp pháp theo mục 166 của Đạo luật hình sự và trật tự công cộng năm 1994 trừ khi việc bán lại được ủy quyền bởi người tổ chức trận đấu. Thị trường bán vé thứ cấp StubHub đã ký thỏa thuận hợp tác với Sunderland và Everton cho mùa 2012/13, trong khi đối thủ cạnh tranh viagogo giữ quan hệ đối tác với Chelsea và các câu lạc bộ khác.
Khác với trường hợp vé bóng đá, không có giới hạn pháp lý nào đối với việc bán lại vé ở Anh, mặc dù các tổ chức cá nhân (như Wimbledon) có thể cấm điều đó.
Vào tháng 7 năm 2016, một số nhà quản lý âm nhạc nổi tiếng ở Anh bao gồm Ian McAndrew, Harry Magee, Brian Message và Adam Tudhope đã cùng nhau tài trợ cho một sáng kiến mới gọi là Liên minh FanFair, để giải quyết vấn đề 'cò trực tuyến quy mô công nghiệp'.

### Hoa Kỳ

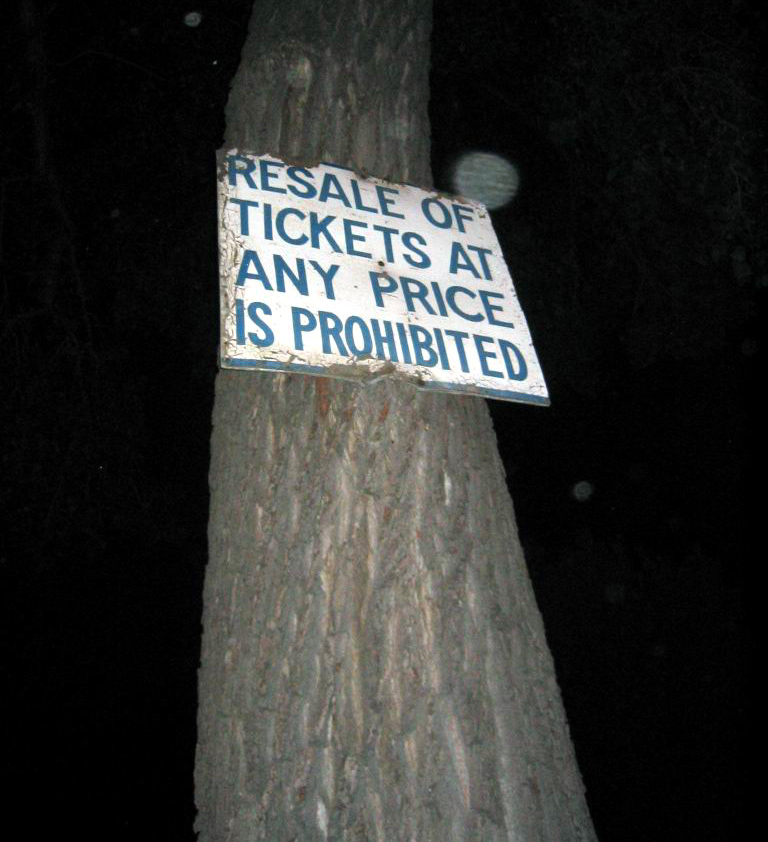
Một biển hiệu cấm bán vé ở bất cứ giá nào

Tại Hoa Kỳ, bán lại vé là một ngành công nghiệp trị giá 5 tỷ đô la. Bán lại vé trong khuôn viên của sự kiện (bao gồm các bãi đậu xe liền kề là một phần chính thức của cơ sở) có thể bị cấm theo luật. Các luật này khác nhau tùy theo từng tiểu bang và phần lớn các tiểu bang Hoa Kỳ không có luật để giới hạn giá trị được đặt trên số lượng bán lại của vé sự kiện hoặc nơi và những vé này nên được bán. Người bán lại vé có thể tiến hành kinh doanh trên vỉa hè gần đó, hoặc quảng cáo thông qua quảng cáo trên báo hoặc người môi giới bán vé.
Một số tiểu bang và địa điểm của Hoa Kỳ khuyến khích một khu vực được chỉ định cho người bán lại đứng, trên hoặc gần cơ sở, trong khi các tiểu bang và địa điểm khác cấm bán vé hoàn toàn. Luật bán lại, chính sách và thực tiễn thường được quyết định, thực hành và quản lý ở cấp địa phương hoặc thậm chí địa điểm ở Hoa Kỳ và các luật và giải thích đó hiện chưa được khái quát ở cấp quốc gia.  
Một vấn đề khác ở Mỹ là vì luật bán vé khác nhau tùy theo tiểu bang, nhiều người bán lại vé sử dụng kẽ hở và bán vé của họ bên ngoài tiểu bang của một sự kiện.

## Bán vé bằng cách bỏ phiếu
Một số nhà quảng cáo đã ngừng bán vé theo cách truyền thống đến trước được phục vụ trước và yêu cầu những người có vé tiềm năng tham gia " bỏ phiếu " - một cuộc thi với những người chiến thắng ngẫu nhiên - với giải thưởng là cơ hội để mua một số lượng nhỏ vé. Các lá phiếu được dự định không khuyến khích bán lại bằng cách làm cho việc mua số lượng lớn vé khó hơn vì ở phía trước hàng đợi không đảm bảo cho người giữ vé.
Các sự kiện đã bán vé bằng cách bỏ phiếu bao gồm Big Day Out năm 2007, Ahmet Ertegün Tribute Concert - Buổi hòa nhạc tái hợp Led Zeppelin tại The O <sub id="mwhQ">2</sub> Arena năm 2007 - và Commonwealth Games 2006.
Một thực tế tương tự được sử dụng giữa những người bán lại vé là liệt kê một mặt hàng dưới dạng đấu giá trực tuyến (như eBay) - phổ biến nhất là một mặt hàng vô hại như thẻ nhà sưu tập - và tặng vé như một phần thưởng cho nhà thầu trúng thầu; do đó không thực sự bán vé để lách luật. Điều này không thực sự liên quan đến các quy tắc bán hàng của eBay, vì họ tuyên bố một cách hiệu quả rằng hàng hóa mà người mua nhận được là những gì người bán đang bán, bao gồm bất kỳ phần thưởng miễn phí nào.

## Bán vé trong cuộc đấu giá
Ticketmaster bán vé trong các cuộc đấu giá trực tuyến, có thể đưa giá bán vé gần với giá thị trường. Thời báo New York đã báo cáo rằng điều này có thể giúp cơ quan này xác định nhu cầu cho một sự kiện nhất định và cạnh tranh hiệu quả hơn với người bán lại vé.
Các trang web đấu giá trực tuyến như eBay chỉ thực thi luật bán vé của tiểu bang nếu người mua và/hoặc người bán cư trú ở tiểu bang nơi diễn ra sự kiện. Nếu không, không có giới hạn bán lại cho vé.

## Vé cá nhân
Lễ hội Glastonbury, đã bán hết 137.500 vé trong vòng chưa đầy hai giờ vào năm 2007, giới thiệu một hệ thống trong cùng năm, theo đó vé bao gồm ID hình ảnh của người mua ban đầu, để đảm bảo không trao đổi.
Đối với các Chương trình hàng ngày của Comedy Central và Báo cáo Colbert, vé được miễn phí. Tuy nhiên, nhận dạng của người giữ vé được kiểm tra khi vào và trong khi đứng xếp hàng, và đáng chú ý nhất là khi tiến hành từ hàng đợi lối vào không gian trường quay. Các biện pháp này phục vụ hiệu quả như một biện pháp ngăn chặn những người đặt trước những chiếc vé được tìm kiếm này bán chúng với giá trị tiền mặt khi đặt trước. 